# Ибак (царевич)
Ибак (Ивак) — татарский царевич. Находился на русской службе при царе Иоанне Грозном с 1558 года.
В 1562, 1563, 1564 и 1567 годах он участвовал в различных походах русских войск; в 1570 году владел Сурожиком.
После 1570 года упоминания о нём прекращаются, и его владения в 1584 году оказываются уже за другими лицами.